# Máy chủ thư điện tử

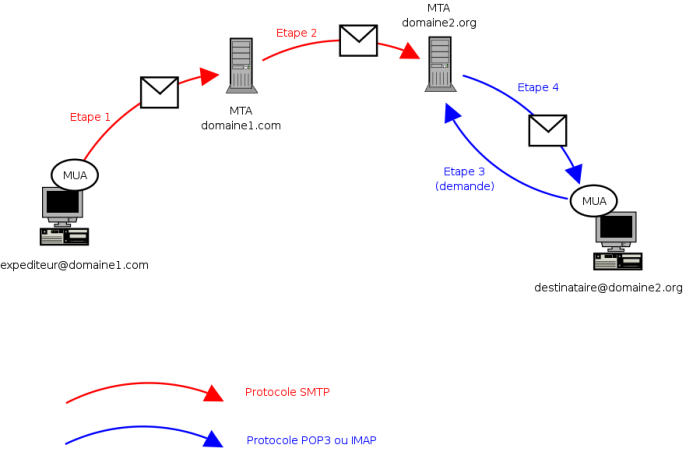
Cách thức hoạt động của Máy chủ thư điện tử

Máy chủ thư điện tử là một loại máy chủ mà chức năng là để nhận, giữ và gửi thư điện tử. Các địa chỉ thư điện tử, mà hộp thư được máy chủ thư điện tử quản lý kế thừa phần tên miền của chúng từ tên miền của máy chủ mail. Tên miền của máy chủ mail lại lấy từ là tên miền của nhà cung cấp mà điều hành máy chủ mail.

## Chức năng
- Nhận và gửi thư.
- Quản lý các hộp thư trong hệ thống nội bộ
- Nhận thư từ bên ngoài và phân phối tới các hộp thư trong hệ thống.
- Tùy theo cấu hình của máy chủ mail, người dùng có thể dùng trình duyệt web hay dùng một phần mềm thư điện tử như Microsoft Outlook để đọc và gửi thư.

## Chức năng máy chủ
Máy chủ có thể có một hoặc nhiều mô đun:
- Mail Transfer Agent nhận và chuyển thư.
- Mail Retrieval Agent lấy thư từ các máy chủ khác.
- Mailfilter chận Spam và virus.
- Mail Delivery Agent phân phối thư tới hộp thư.
- Message Store quản lý quyền truy cập hộp thư.

Ngoài ra máy chủ cũng có những chức năng: 
- SMTP-Relay-Server
- Fallback Mail Exchange

## Giao thức
Trong hoạt động của máy chủ mail nhiều giao thức được sử dụng:
- Simple Mail Transfer Protocol (SMTP) để gửi và chuyển thư
- Post Office Protocol (POP) để tải thư xuống
- Internet Message Access Protocol (IMAP) thế hệ mới của POP
- có thể dùng Transport Layer Security (TLS) để xác nhận và mã hóa.